# Битка при Фиезуле (225 пр.н.е.)
Битката при Фиезуле (Faesulae; Fiesole) се провежда през 225 пр.н.е. при Фиезуле близо до Флоренция в Тоскана между Римската република и групата от гали, които живеели в Италия.
Луций Емилий Пап (консул 225 пр.н.е.) e победен.